# Vaterpolo klub Ljubljana
Il Vaterpolo klub Ljubljana è una società pallanuotistica di Lubiana, in Slovenia.

## Palmarès

### Trofei nazionali
- Campionato sloveno: 3

2015-16, 2016-17, 2017-18